# Ścieżka przyrodnicza Szuszalewo
Ścieżka przyrodnicza „Szuszalewo” – ścieżka dydaktyczna w Biebrzańskim Parku Narodowym, w granicach wsi Szuszalewo w województwie podlaskim, w powiecie sokólskim, w gminie Dąbrowa Białostocka. Jest to zamknięta pętla zaczynająca się i kończąca przy parkingu położonego około 0,5 km na północny zachód od drogi Dąbrowa Białostocka – Lipsk. Trasa ma długość około 2,5 km.
Na parkingu jest turystyczna wiata. Ścieżka przez dużą część trasy prowadzi drewnianymi kładkami przez torfowiska górnego basenu Biebrzy. Jest przy niej wieża widokowa umożliwiająca ich obserwację. Są to torfowiska niskie zwane mechowiskami, w których oprócz roślin pospolitych występują także rzadkie gatunki: gnidosz królewski, kukułka krwista, skalnica torfowiskowa, wełnianeczka alpejska, brzoza niska i liczna kolonia lipiennika Loesela. Na torfowiskach liczne ptaki, m.in. czajka zwyczajna, bekas kszyk, rycyk i ginący gatunek – wodniczka. Dawniej torfowiska były koszone przez rolników. Z powodu nieopłacalności ekonomicznej zaprzestano ich koszenia, co prowadzi do ich zarastania krzewami i drzewami i ginięcia rzadkich gatunków preferujących otwarte przestrzenie. Do zanikania torfowisk przyczynia się także przeprowadzona dawniej ich melioracja. Aby temu zapobiec Biebrzański Park Narodowy podjął ochronę czynną torfowisk i mokradeł polegającą na ich wykaszaniu i zamykaniu zastawek rowów melioracyjnych.

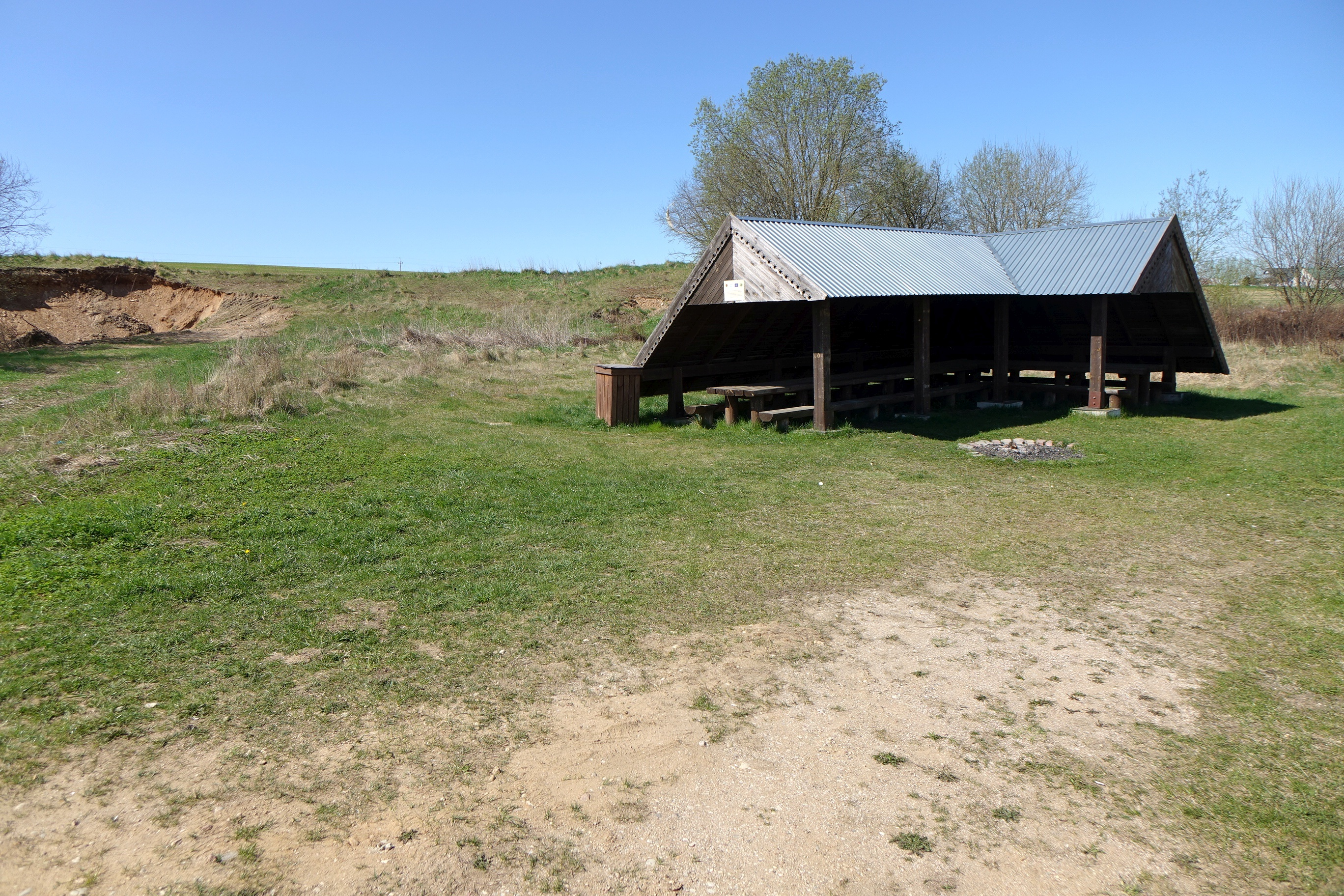
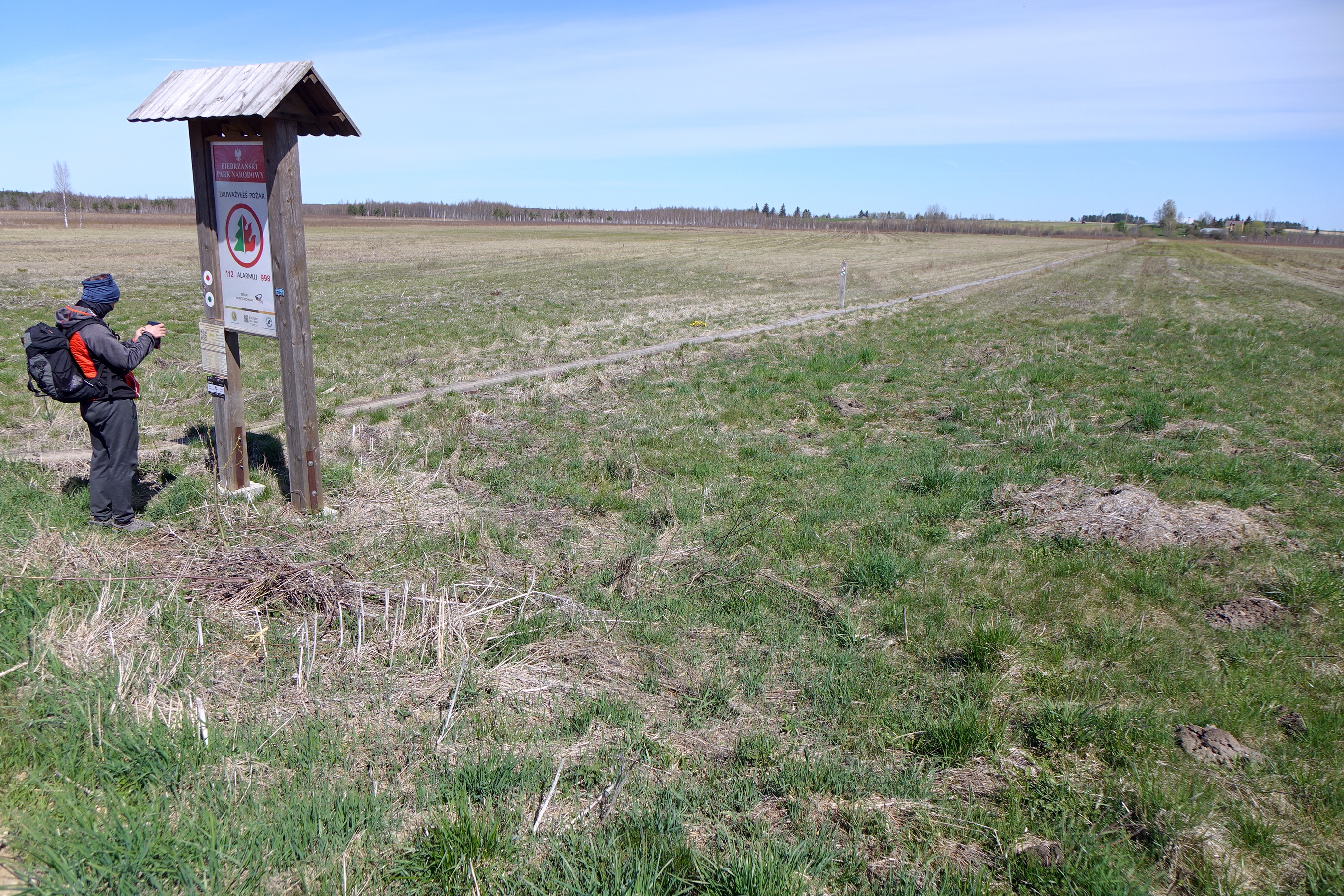
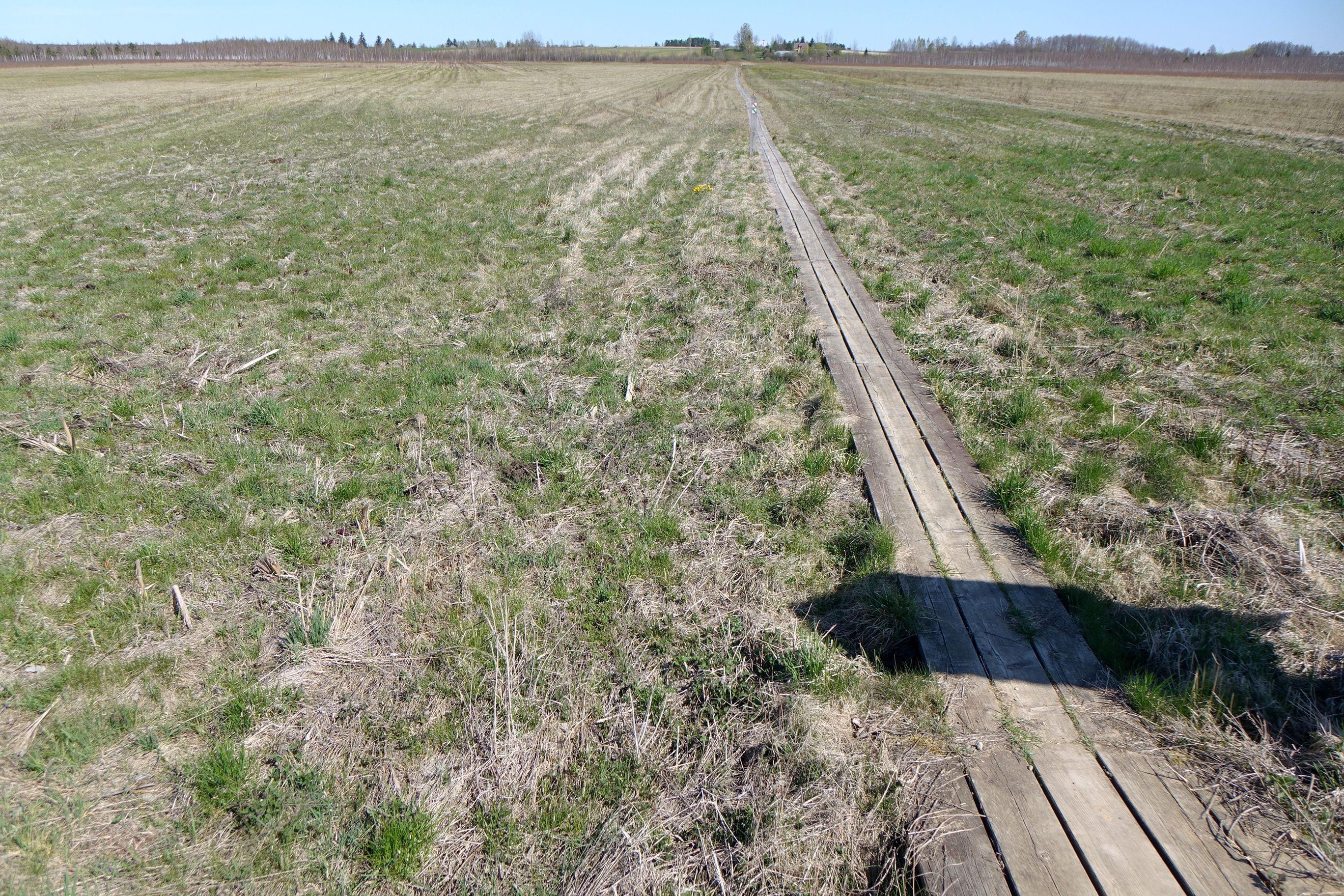
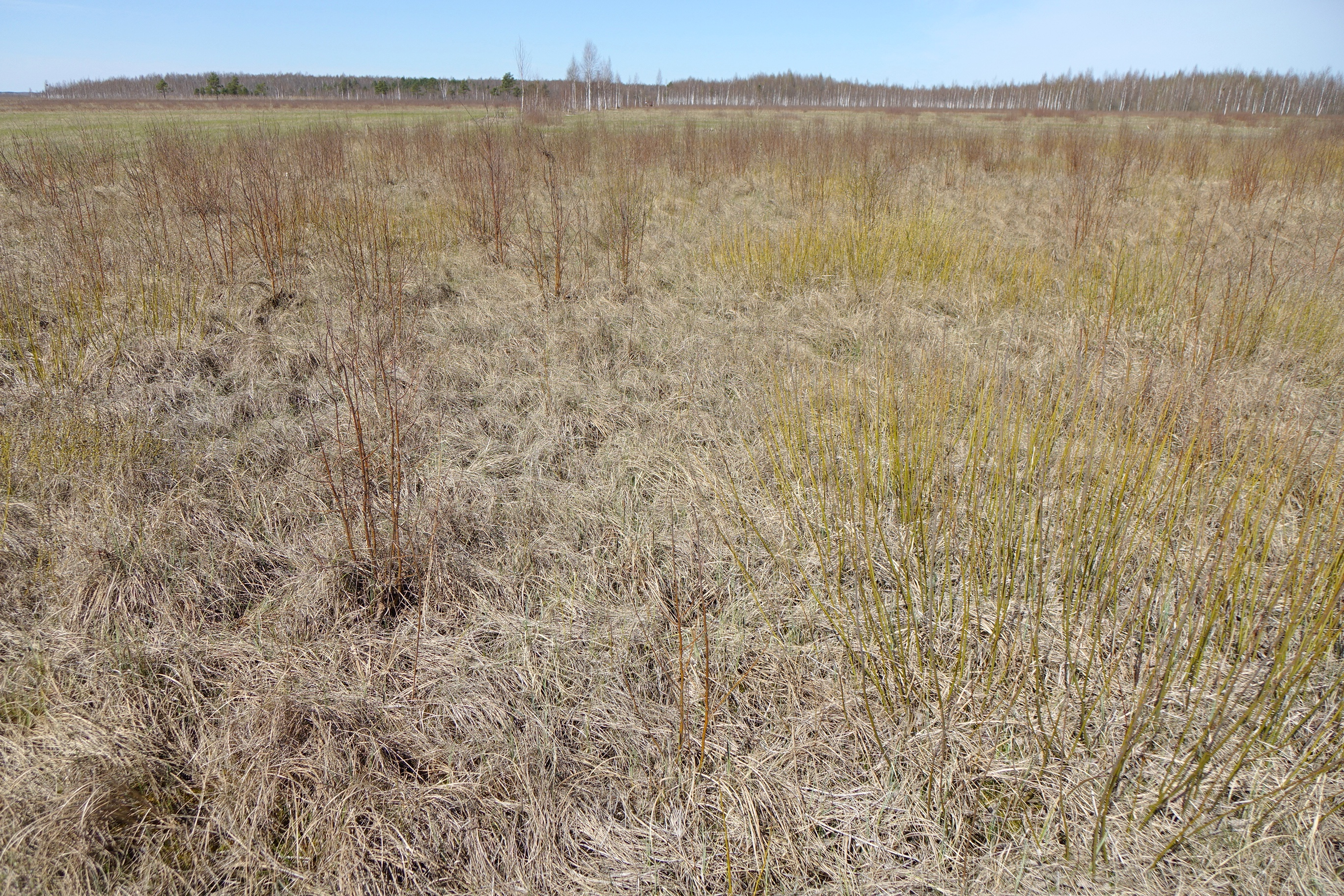
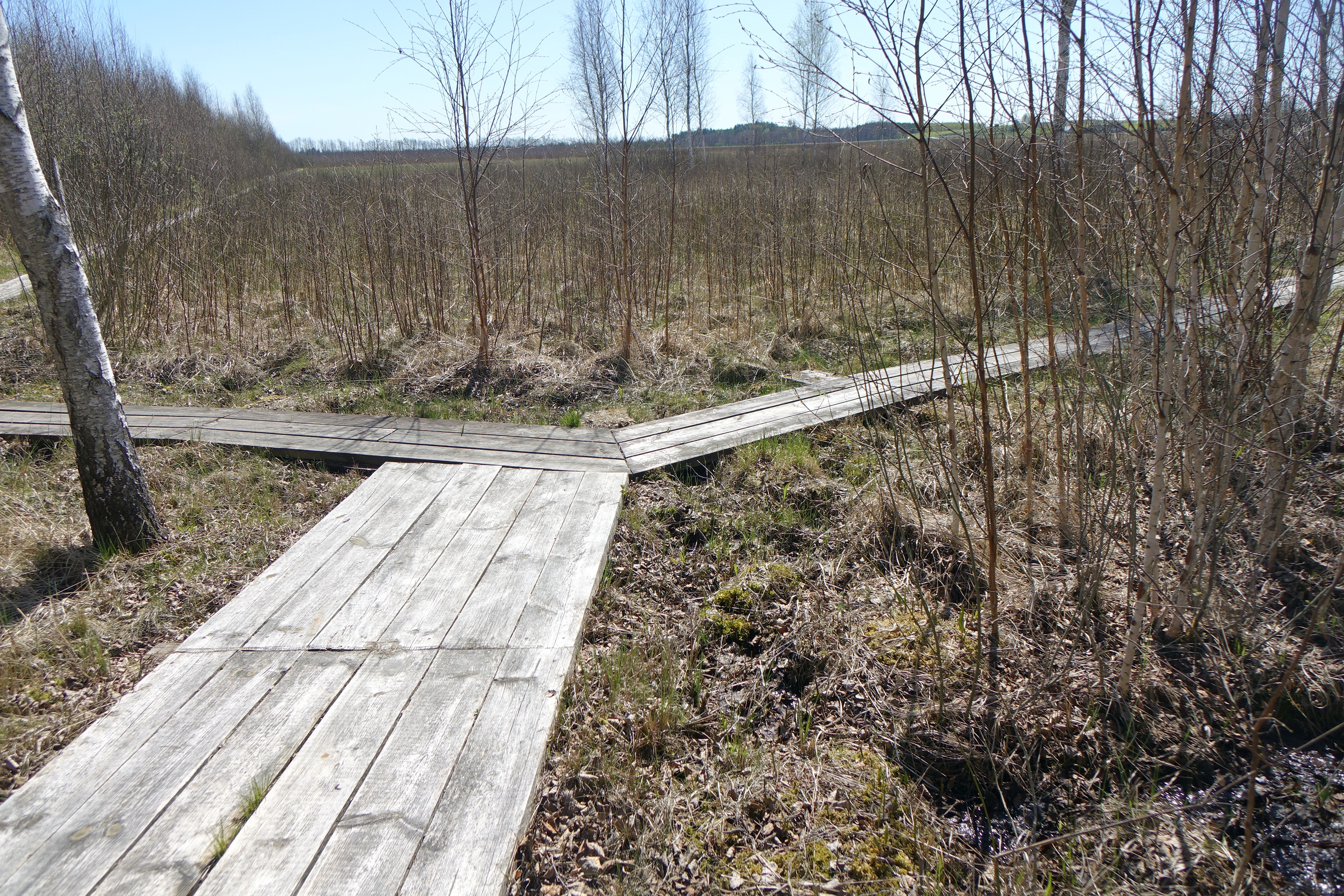
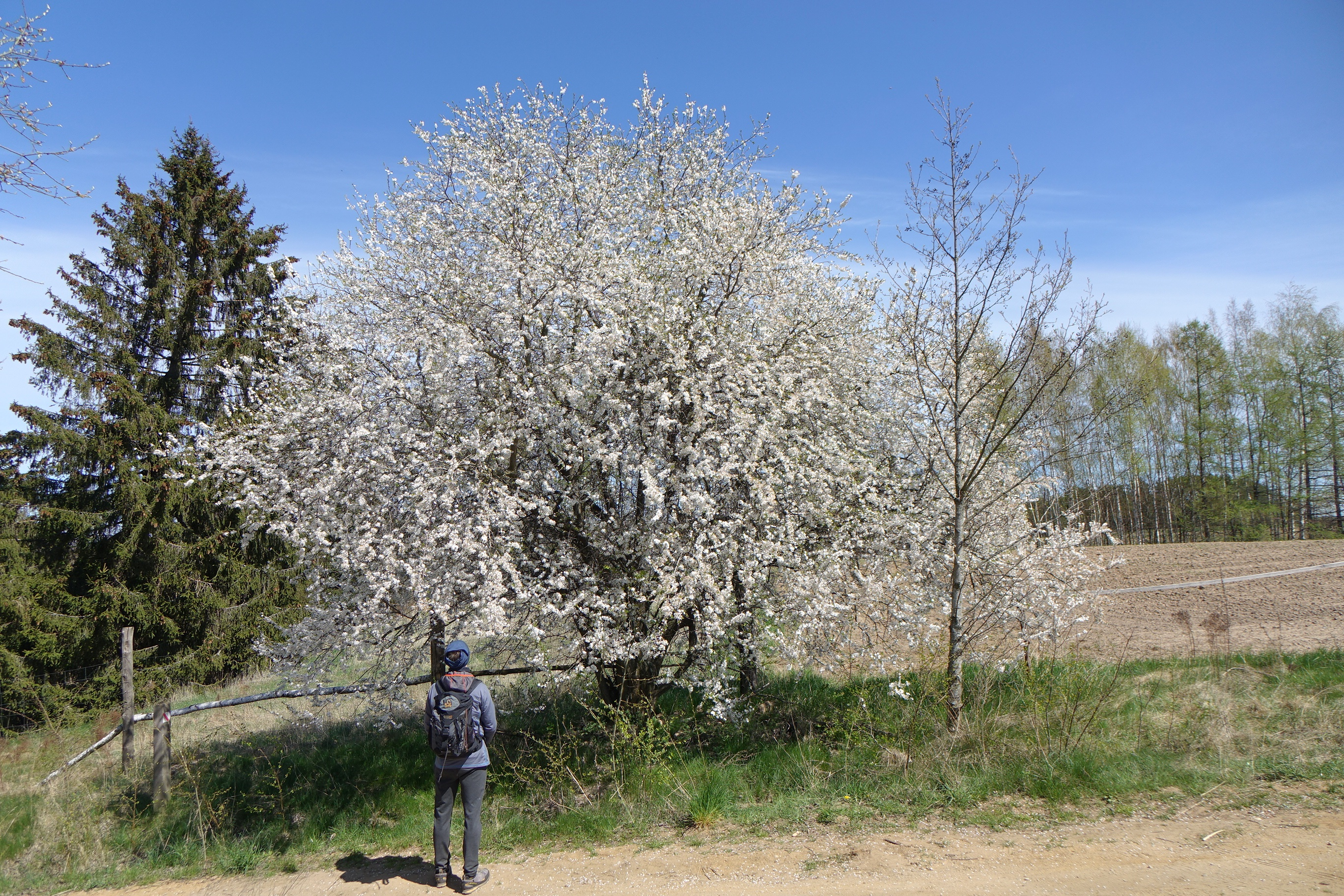
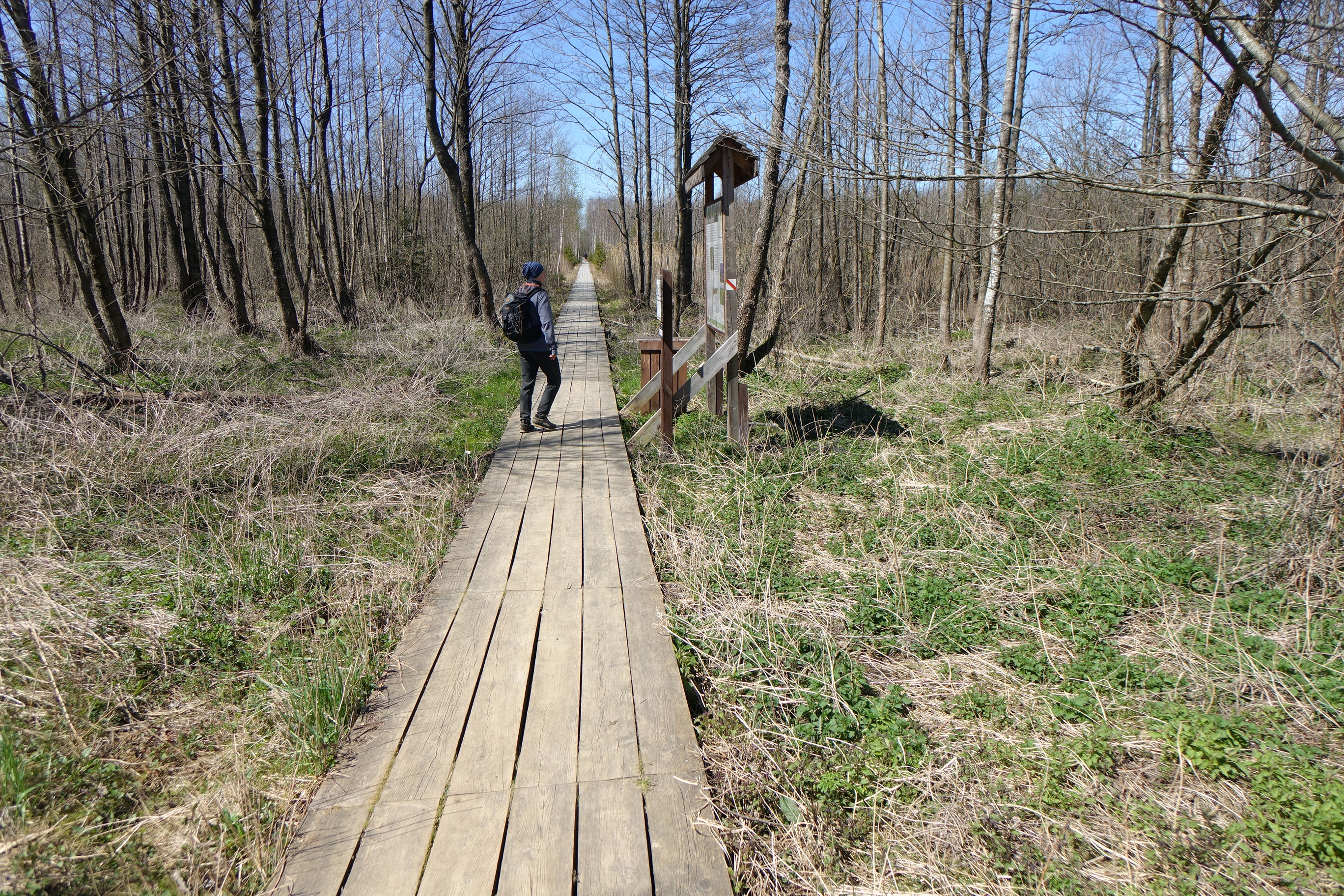

Początkowy odcinek ścieżki „Szuszalewo" jest wspólny ze ścieżką przyrodniczą „Szuszalewo – Nowy Lipsk”.